# 小行星7186
小行星7186（英語：7186 Tomioka）是一颗围绕太阳公转的小行星。1991年12月26日，圓舘金、渡邊和郎在北见发现了此天体。
这颗小行星的绝对星等为236.34967等。